# Pedro Ribeiro

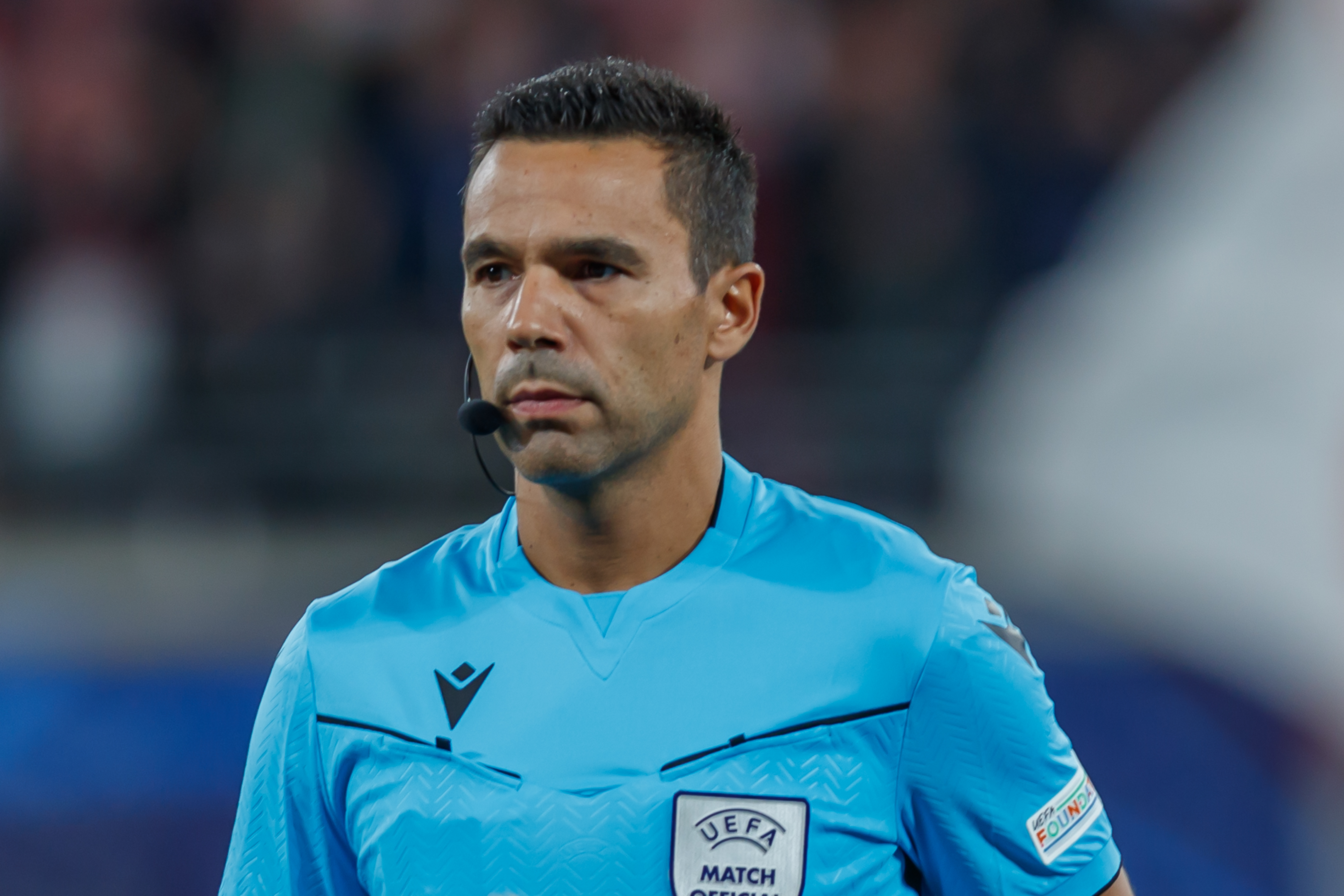
Pedro Ribeiro (2023)

Pedro Ricardo Ferreira Ribeiro (* 15. Mai 1981 in Oliveira de Azeméis) ist ein portugiesischer Fußballschiedsrichterassistent.
Ribeiro ist seit der Saison 2010/11 Schiedsrichterassistent in der portugiesischen Primeira Liga. Bisher war er bereits bei über 200 Ligaspielen im Einsatz. 
Seit 2020 steht er auf der Liste der FIFA-Schiedsrichter und wird als Schiedsrichterassistent bei internationalen Fußballspielen eingesetzt.
In der Saison 2020/21 war Ribeiro erstmals bei einem Spiel in der Europa League, in der Saison 2022/23 erstmals bei einem Spiel in der Champions League im Einsatz.
Im April 2024 wurde Ribeiro zusammen mit Paulo Soares als Schiedsrichterassistent von Artur Dias für die Europameisterschaft 2024 in Deutschland nominiert.